# Josef Brauner
Josef Brauner (ur. 28 czerwca 1906, zm. 21 marca 1949 w Landsberg am Lech) – zbrodniarz hitlerowski, członek załogi obozu koncentracyjnego Flossenbürg i SS-Schütze.
Przed wybuchem wojny był pracownikiem niemieckich kolei. Był członkiem Waffen-SS. Od 21 lutego do 23 kwietnia 1945 roku był wartownikiem w Plattling – podobozie KL Flossenbürg. Brauner zamordował wówczas kilku więźniów (także narodowości polskiej). Następnie był także strażnikiem podczas ewakuacji tego podobozu. Wówczas również zastrzelił kilku więźniów.
W procesie, który odbył się w dniach 8–13 października 1947 roku przed amerykańskim Trybunałem Wojskowym w Dachau, Josef Brauner został skazany na karę śmierci. Wyrok wykonano przez powieszenie w marcu 1949 roku w więzieniu Landsberg.